# Arthur Pigou

Arthur Cecil Pigou, född 18 november 1877 i Ryde på Isle of Wight, död 7 mars 1959, var en engelsk nationalekonom. Som lärare vid och grundare av handelshögskolan vid University of Cambridge utbildade och påverkade han många ekonomer från Cambridge.
Arthur Pigou var från 1908 professor i nationalekonomi vid Cambridge där han fortsatte Alfred Marshalls arbete med att bygga upp en nyklassisk engelsk ekonomisk skola. Han är bland annat känd för sin beskrivning av externa effekter, och för att ha gett namn åt pigouvianska skatter.

## Viktigare verk
- Browning as a Religious Teacher, 1901.
- The Riddle of the Tariff, 1903.
- "Monopoly and Consumers' Surplus", 1904, EJ.
- Principles and Methods of Industrial Peace, 1905.
- Import Duties, 1906.
- "Review of the Fifth Edition of Marshall's Principles of Economics", 1907, EJ.
- "Producers' and Consumers' Surplus", 1910, EJ.
- Wealth and Welfare, 1912.
- Unemployment, 1914.
- "The Value of Money." 1917, Quarterly Journal of Economics, 32( 1), pp. 38-65.
- The Economics of Welfare, 1920.
- "Empty Economic Boxes: A reply", 1922, EJ.
- The Political Economy of War, 1922.
- "Exchange Value of Legal Tender Money", 1922, in: Essays in Applied Economics.
- Essays in Applied Economics, 1923.
- Industrial Fluctuations, 1927.
- "The Law of Diminishing and Increasing Cost", 1927, EJ.
- A Study in Public Finance, 1928.
- "An Analysis of Supply", 1928, EJ.
- The Theory of Unemployment, 1933.
- The Economics of Stationary States, 1935.
- "Mr. J.M. Keynes' General Theory of Employment ...," 1936, Economica, N.S. 3(10), pp. 115-132.
- "Real and Money Wage Rates in Relation to Unemployment", 1937, EJ.
- "Money Wages in Relation to Unemployment", 1938, EJ.
- Employment and Equilibrium, 1941.
- "The Classical Stationary State", 1943, EJ.
- Lapses from Full Employment, 1944.
- "Economic Progress in a Stable Environment", 1947, Economica.
- The Veil of Money, 1949. First-page chapter-preview länkar
- Keynes's General Theory: A retrospective view, 1951.
- Essays in Economics, 1952.